# Фокер E.III
Фокер E.III је немачки ловачки авион који је производила фирма Фокер. Први лет авиона је извршен 1916. године. 

## Пројектовање и развој
Овај авион је пројектовао Anthony Fokker (Ентони Фокер) побољшајући претходни авион Фокер Е.II из породице једнокрилаца и направио најбољи авион у тој фамилији.

## Технички опис
Труп му је правоугаоног попречног пресека. Носећа конструкција трупа је направљена од заварених челичних цеви високе чврстоће. Рамови конструкције су укрућени жичаним дијагоналама. Рамови конструкције који се налазе између мотора и кабине пилота су укрућени дијагоналама од челичних цеви. У том простору су били смештени резервоари за гориво и уље као и магацини за смештај митраљеске муниције. Иза мотора се налазила противпожарна преграда. Носач мотора је био од заварених челичних цеви. Предњи део, мотор и иза мотора до кабине пилота је био обложен алуминијумским лимом а остали део трупа је био облепљен импрегнираним платном. Пилот је седео у отвореном кокпиту. Прегледност из пилотске кабине је била добра јер није имао сметње ни од горњег крила нити од мотора (у авион уграђен звездасти ваздухом хлађен мотор).
Авион је био опремљен 9-то цилиндричним ваздухом хлађеним ротационим мотором, Oberursel U.I снаге 73kW (немачка производња мотора Gnome Monosoupape 9N). На вратилу мотора је била причвршћена двокрака, вучна, дрвена елиса, непроменљивог корака. Мотор је лименом облогом заштићен због опасности које може изазвати својом ротацијом.
Предња и задња ивица крила су паралелне, крајеви коси а углови заобљени. Крило је било дрвене конструкције са две ремењаче од смрече, које су повезивале дрвена ребра од тополе, танког аеро профила. Предња ремењача је жичаним затезачима са горње стране била фиксирана за челичну пирамиду а са доње стране авиона за челичну конструкцију трупа авиона. Задња рамењача, која је мањег попречног пресека од предње рамењаче и тиме омогућила већи савитљивост крила је била челичним сајлама везана за управљачки механизам авиона а управљање се остваривало савијањем дела крила авиона. Нападна и излазна ивица крила су била од дрвета а цело крило је било пресвучено импрегнираним платном.
Репне површине код овог авиона се састоје од кормила правца и два кормила висине. Уобичајених Фиксних верикалних и хоризонталних стабилизатора овај авион нема. Сва кормила су направљена као цевасти челични рам са шупљим ребрима и платненом облогом. Вертикално кормило је постављено на крају репа а кормила висине су причвршћена за горњу ивицу трупа. Сва кормила су челичним сајлама директно везана за управљачки систем авиона.
Стајни орган је био класичан, направљен као челична конструкција од заварених танкозидих цеви са фиксном осовином. Tочкови су били димензија Ø 690 mm x 83 mm. Амортизација је била помоћу гумених каишева а на репном делу се налазила еластична дрвена дрљача.

## Наоружање
Авион је био наоружан са једним или два синхронизована митраљеза који су се налазила испред пилота на горњој страни трупа и пуцала су кроз обртно поље елисе. Митраљези су се налазили у хаптичком пољу пилота тако да је могао да интервенише у случају застоја у паљби, што у то време није био редак случај.
| Наоружање авиона: Фокер        |                  |
| Ватрено (стрељачко) наоружање  |                  |
| Топ                            |                  |
| Митраљез                       |                  |
| Број и ознака митраљеза        | 1-2 х            |
| Број метака                    | 500 по митраљезу |
| Калибар                        | 7,92             |
| Бомбардерско наоружање (бомбе) |                  |
| Ракетно наоружање (ракете)     |                  |

## Табела техничких података за авионе Фокер E.I - E.IV
| Тип авиона Фокер  |               |                |                |                 |
| ----------------- | ------------- | -------------- | -------------- | --------------- |
| Намена            | ловац         | ловац          | ловац          | ловац           |
| Година            | 1915.         | 1915.          | 1915.          | 1915.-1916.     |
| Посада            | 1             | 1              | 1              | 1               |
| Број произведених | 56            | 23             | 258            | 49              |
| Дужина            | 6,75 m        | 7,20 m         | 7,20 m         | 9,75 m          |
| Размах            | 8,95 m        | 9,52 m         | 9,52 m         | 7,46 m          |
| Висина            | 2,40 m        | 2,40 m         | 2,40 m         | 2,70m           |
| Површина крила    | 14,40 m²      | 15,40 m²       | 15,40 m²       | 16,30 m²        |
| Маса празног      | 350 kg        | 370 kg         | 400 kg         | 460 kg          |
| Маса полетна      | 560 kg        | 580 kg         | 610 kg         | 610 kg          |
| Број мотора       | 1             | 1              | 1              | 1               |
| Мотор             |               |                |                |                 |
| Снага             | 80 KS (59 kW) | 100 KS (73 kW) | 100 KS (73 kW) | 160 KS (117 kW) |
| Max. брзина       | 132 km/h      | 141 km/h       | 141 km/h       | 161 km/h        |
| Плафон            | 3.048 m       | 4.115 m        | 4.115 m        | 4.500 m         |
| Долет             | 200 km        | 200 km         | 220 km         | 240 km          |
| Брзина пењања     | 142 m/min     | 246 m/min      | 200 m/min      | 310 m/min       |
| Наоружање митраљ. | 1 х 7,92mm    | 1 х 7,92mm;    | 1/2 x 7,92mm   | 2/3 x 7,92mm    |

## Оперативно коришћење
Израђено је укупно око 258 авиона овог типа, 22 авиона су продата Турској, али у њима су летели немачки пилоти у недостатку турских. 6 авиона је добила Аустроугарска а 3 Бугарска, и ови авиони су коришћени на фронту против Србије.
Процењује се да су сви авиони из серије Фокер Е, а произведено их је 386, оборили око 1.000 савезничких авиона. Вероватно је допринос овог модела авиона у томе најзначајнији с обзиром на њихов број, дужину коришћења и чињенице да су њима управљали најбољи немачки пилоти, међу којима су били асови као што су Макс Имелман, Освалд Белке, Лудвиг Хаузмајер и Ханс-Јоахим Будеке. 

### Сачувани примерци
Једини једнокрилац за који се зна да је преживео, тренутно је изложен у Музеју науке у Лондону (Science Museum South Kensington, London.). Приказан је без платненог покривача тако да се види његова конструкција.

## Земље које су користиле авион
- Немачко царство
- Аустроугарска
- Турска
- Бугарска